# Пета далматинска бригада
Пета далматинска бригада формирана је 3. фебруара 1943. у Босанском Грахову, у јачини од 4 батаљона. Њен састав сачињавали су: 1.. батаљон (Динарски), 2. батаљон (Кнински), 3- батаљон (Приморски) и 4. батаљон (Мосорски). Бригада је у време формирања имала укупно 550 бораца. Била је под командом штаба 4. Оперативне зоне Хрватске до 12. фебруара 1943. Од формирања Девете далматинске дивизије до 12. априла 1943. Пета далматинска бригада била је у њеном саставу.
У бици на Неретви водила је борбе на сектору Имотског, Посушја и Широког Бријега. При преласку Неретве и Прења 9. дивизија задужена је за транспорт и обезбеђење Централне болнице. Том приликом је цела дивизија, укључујући и Пету далматинску бригаду захваћена тифусом.
Пета далматинска бригада је расформирана 12. априла 1943. у Невесињу, Њеним људством углавном је попуњена Трећа далматинска бригада. Поново је формирана као потпуно нова бригада под истим називом 13. августа 1943. у селу Плавно. код Книна од јединица Книнског сектора. У то време имала је око 1300 бораца. У почетку је називана Книнском бригадом, а позната је још и под називом Прва бригада Деветнаесте дивизије НОВЈ.
Од формирања 19. дивизије па до краја рата Пета далматинска бригада борила се у њеном саставу. Током септембра 1943. учествовала је у разоружавању италијанских трупа у северној Далмацији и борбама против немачке 114. ловачке дивизије. У саставу своје дивизије улагала је велике напоре да одржи слободну територију и важне путеве за снабдевање у северној Далмацији, одолевајући знатној концентрацији осовинских трупа и честим офанзивним покушајима.
У децембру 1943. Пета далматинска бригада налазила се у одбрани слободне територије у области Босанског Грахова од немачке операције „Цитен“ а у фебруару 1944. са осталим јединицама своје дивизије представљала је мету операције „Емил“ у области Велебита.
Током септембра и октобра 1944. учествовала је у офанзивним дејствима своје дивизије и у ослобађању Бенковца. Након тога, представљала је западну нападну колону и учествовала у ликвидацији покушаја продора Немаца из опкољеног Книна током Книнске операције.
Током Личко-приморске и Тршћанске операције против 15. и 97. немачког корпуса 19. дивизија представљала је средишњу нападну колону, принуђена да фронталним нападима ломи отпор утврђених непријатељских формација. Током ових борби Пета далматинска бригада учествује у ослобађању Удбине, Сења, Цриквенице, Краљевице и Сушака. Последња ратна операција Пете далматинске бригаде била је учешће у опкољавању и уништењу 97. немачког корпуса код Илирске Бистрице.
Кроз бригаду је прошло око 4.500 бораца, од којих је око 900 погинуло. Одликована је Орденом заслуга за народ са златном звездом и Орденом братства и јединства са златним венцем.